# Mizóram
Mizórám je indický hornatý stát na hranicích s Barmou o rozloze 21 081 km2. Je převážně pokrytý deštnými lesy. Obyvatelé patří k etnickým skupinám Mizó a Lušai. Živí se převážně pěstováním rýže. Hlavním městem je Áizal. S 1 250 000 obyvateli je Mizóram druhým nejméně lidnatým státem Indie.
Mizóram se stal součástí Britské Indie v roce 1895. Po vyhlášení indické nezávislosti byl autonomním okresem Ásámu, v roce 1966 proběhlo ozbrojené povstání proti centrální vládě. V roce 1972 se Mizóram stal svazovým teritoriem a v roce 1987 státem. Místní politice dominuje regionalistická strana Národní fronta Mizů. Většinu obyvatel tvoří křesťané, převážně presbyteriáni. Mizóram patří k indickým státům, v nichž platí prohibice. Gramotnost přesahuje 91 procent a je třetí nejvyšší v Indii.
Nejvyšší horou státu je Phawngpui s 2157 m n. m. Mizóram je známým producentem čajotu a  toulitek.